# Chasseur d'escorte

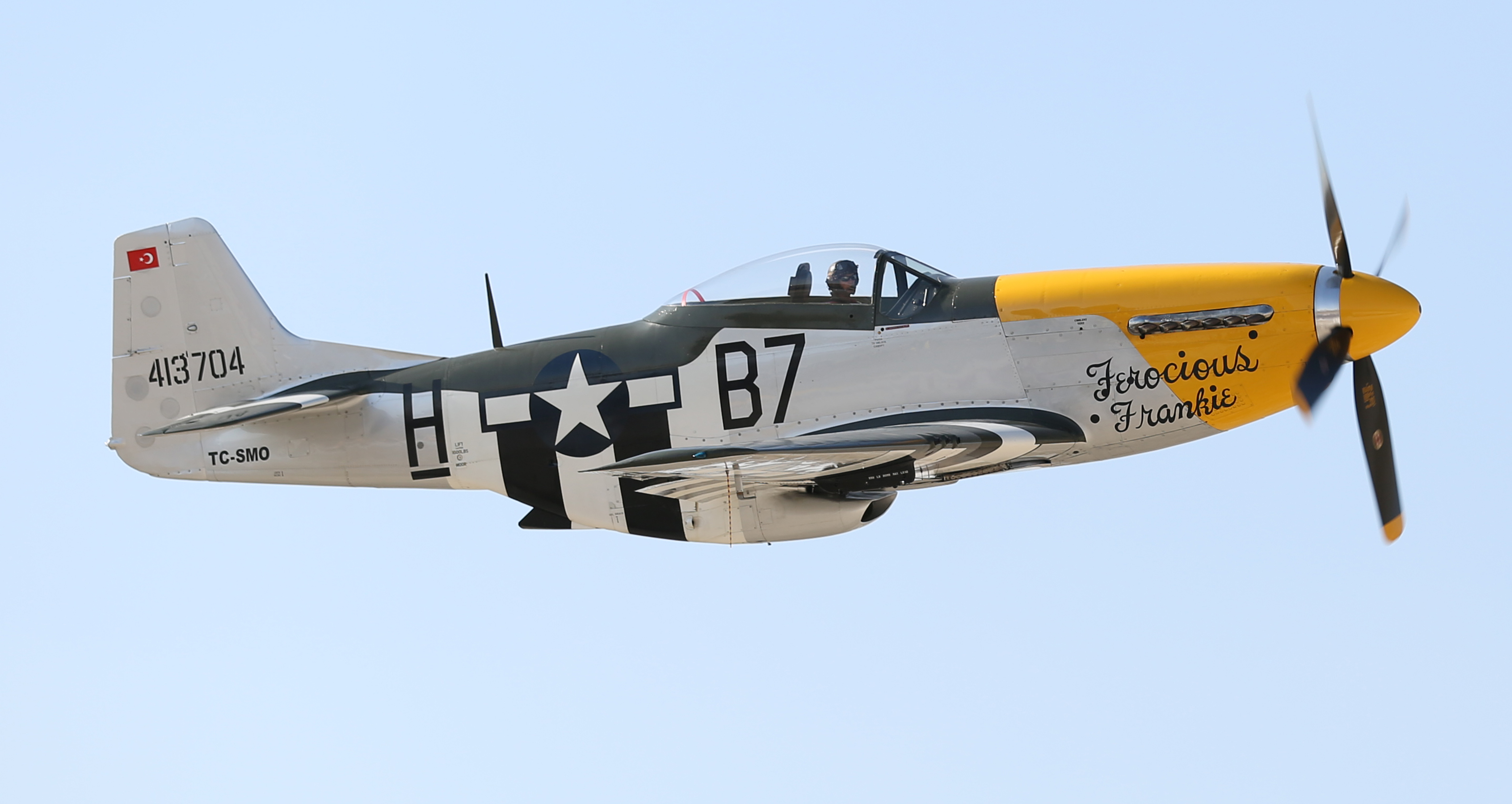
Le North American P-51 Mustang est sans doute l'un des chasseurs d'escorte les plus connus de la Seconde Guerre mondiale.

Le chasseur d'escorte est un concept d'avion de chasse de la Seconde Guerre mondiale, conçu pour protéger les bombardiers jusqu'à leurs objectifs.
Le chasseur d'escorte est caractérisé par une distance franchissable importante, la possibilité de rester longuement sur les objectifs des bombardiers pour les protéger, et assez de carburant pour rentrer à sa base aérienne de départ. Il se distingue en cela de l'intercepteur, dont les caractéristiques essentielles sont la puissance et la vitesse ascensionnelle, pour se porter rapidement à la rencontre des bombardiers ennemis, ceci au détriment de l'autonomie.
Afin de disposer d'une capacité en carburant suffisante, un certain nombre de chasseurs lourds bimoteurs ont été conçus pour des missions d'escorte au cours de la période précédant la Seconde Guerre mondiale. Lors de la guerre, ces chasseurs lourds échouèrent largement dans leur rôle car ils étaient surclassés en combat tournoyant par les chasseurs monomoteurs ennemis, comme cela fut constaté durant la Bataille d'Angleterre. Au cours de la guerre, l'amélioration constante des performances des chasseurs ainsi que l'utilisation de réservoirs largables pour étendre leur rayon d'action, a permis aux chasseurs monomoteurs d'exercer les fonctions de chasseur d'escorte, comme le North American P-51 Mustang. On peut cependant noter que même ce dernier a donné lieu à une version bimoteur à long rayon d'action, le North American F-82 Twin Mustang.